# Apollo 1
Apollo 1 var en amerikansk rumkapsel, der blev ødelagt af en brand d. 27. januar 1967 på startrampen under en øvelse.
Besætningen var de astronauter, der var blevet valgt til den første Apollo-mission, og alle tre døde under ulykken: Gus Grissom, Edward White og Roger Chaffee.
Den 27. januar 1967 begyndte det at brænde i kommandomodulet på toppen af en Saturn IB-raket. Alle tre astronauter omkom. NASA konkluderede, at branden startede ved en elektrisk kortslutning og blev næret af en atmosfære på 100% ilt i kommandomodulet. De tre astronauter kunne ikke få lugen på kommandosektionen op, da lågen åbnede indad, og trykket i kommandosektionen grundet branden var for højt.
Efter branden blev der foretaget flere ændringer i opbygningen af kommandomodulet med mindre brændbare materialer, 21% ilt-atmosfære og en enklere åbne-mekanisme i lugen.
- Apollo 1-besætningen.
- Apollo 1-besætningen i simulator-træning

- Udvendige brandskader på kommandomodulet.
- Indvendige brandskader i kommandomodulet.

- Wikimedia Commons har flere filer relateret til Apollo 1

| Rumfart | Spire Denne artikel om rumfart er en spire som bør udbygges. Du er velkommen til at hjælpe Wikipedia ved at udvide den. |

|  | Denne artikel kan blive bedre, hvis der indsættes geografiske koordinater Denne artikel omhandler et emne, som har en geografisk lokation. Du kan hjælpe ved at indsætte koordinater i wikidata. |